# Javier Solana Madariaga
Javier Solana de Madariaga (Madrid, 14 de juliol de 1942) és un polític, diplomàtic, físic i professor universitari espanyol. Diverses ocasions ministre del Govern d'Espanya sota la presidència de Felipe González i antic Secretari General de l'OTAN, fou Alt Representant de la Política exterior i de Seguretat Comuna de la Unió Europea (UE) fins al 2009. L'any 2009 fitxà com a professor d'ESADE i president de l'ESADE Center for Global Economy and Geopolitics.

## Trajectòria acadèmica
Va néixer el 14 de juliol de 1942 a la ciutat de Madrid. És nebot en segon grau de l'escriptor i diplomàtic espanyol Salvador de Madariaga, i net d'Ezequiel Solana. El seu pare va ser professor de química. El seu germà gran, Luis Solana, va ser empresonat per les seves activitats opositores a la dictadura del general Francisco Franco.
Va estudiar a l'exclusiu Colegio del Pilar de Madrid i a la Universitat Complutense de Madrid, on es va llicenciar en física l'any 1964. Aquell mateix any va ingressar al Partit Socialista Obrer Espanyol (PSOE), un partit que havia estat declarat il·legal a Espanya per la dictadura franquista.
Entre 1965 i 1971 va estudiar a diverses universitats dels Estats Units d'Amèrica gràcies a una beca de la Fundació Fulbright. En aquest país va participar en les protestes contra la guerra del Vietnam i va arribar a ser president de l'Associació d'Universitaris Estrangers. L'any 1971 realitzà el seu doctorat a la Universitat de Virgínia sobre la superfluidesa de l'heli. Aquell mateix any retornà a Espanya i va entrar com a professor associat de Física de l'estat sòlid a la Universitat Autònoma de Madrid, on l'any 1973 va obtenir la càtedra d'aquesta especialitat. Durant aquests anys va publicar més de trenta articles sobre la matèria.

## Activitat política
Al seu retorn a Espanya l'any 1971 es va unir a l'Organisme Coordinació Democràtica de Madrid, una de les principals plataformes polítiques opositores al règim franquista, com a representant del PSOE, i participà en les lluites del Professorat No Numerari.
El desembre de 1976, durant el XXVII Congrés Federal del PSOE, el primer celebrat a Espanya des de la Guerra Civil, va ser escollit secretari d'organització i premsa de la Comissió Executiva, romanent cinc anys en aquest càrrec. Considerat amic personal i estret col·laborador del líder del PSOE Felipe González Márquez i un dels responsables de la transformació del PSOE en els anys següents a la mort de Franco, el 20 de maig de 1977 va acompanyar a González en la seva visita al rei Joan Carles I al Palau de la Zarzuela.
El 15 de juny de 1977 fou escollit diputat per Madrid com a integrant de les llistes electorals del PSOE en les primeres Eleccions generals realitzades després de la Guerra Civil. Després de les Eleccions generals de 1982, amb les quals el PSOE va aconseguir guanyar la majoria absoluta al Parlament espanyol, fou nomenat ministre en diverses ocasions, ocupant la cartera de Cultura (1982-1988), d'Educació i Ciència (1988-1992), d'Afers Exteriors (1992-1995) i portaveu del Govern (1985-1988), sempre en governs presidits per González.
Durant els tretze anys que va romandre com a ministre Solana va crear-se una reputació de persona discreta i hàbil diplomàtic. Durant els últims anys del govern de Felipe González va aconseguir mantenir-se al marge dels escàndols de corrupció i de la implicació en la guerra bruta contra ETA (el cas dels GAL), que van caracteritzar el final del govern del PSOE.
A la fi de l'any 1995 Solana era l'únic membre del primer govern de González que romania amb ell, i es va començar a especular sobre la seva possibilitat que esdevingués el possible candidat a substituir Felipe González al capdavant del PSOE. Aquell mateix any abandonà el Parlament dels Diputats per fer el salt a la política internacional.

## Secretari General de l'OTAN
El 5 de desembre de 1995 Solana va esdevenir Secretari General de l'Organització del Tractat de l'Atlàntic Nord (OTAN), en substitució del belga Willy Claes, que s'havia vist obligat a dimitir per un escàndol de corrupció. El seu nomenament va ser controvertit, ja que anteriorment Solana s'havia oposat a l'Aliança Atlàntica i havia escrit un document denominat «50 raons per a dir no a l'OTAN». El PSOE s'havia manifestat contrari a l'OTAN, però una vegada al govern la seva actitud va canviar. El 12 de març de 1986 a Espanya es va sotmetre a referèndum la permanència a l'OTAN. El govern i Solana van fer campanya de forma reeixida a favor d'aquesta permanència.
Durant el seu mandat al capdavant de l'Aliança Atlàntica es va esclatar la guerra de Kosovo, la primera guerra en la qual va participar l'OTAN des de la seva constitució el 1949. Aquesta intervenció mancava de l'autorització de l'Organització de les Nacions Unides (ONU) i va consistir bàsicament en el bombardeig d'objectius militars i civils de la República Federal de Iugoslàvia. L'OTAN va justificar els atacs per motius humanitaris a fi d'evitar una neteja ètnica a Kosovo, no obstant això el deliberat atac d'objectius civils va generar crítiques que van arribar a acusar l'OTAN de violar la Convenció de Ginebra.
El 6 d'octubre de 1999 cessà de les seves funcions al capdavant de l'OTAN, el britànic George Robertson el va succeir.

## «Senyor PESC»

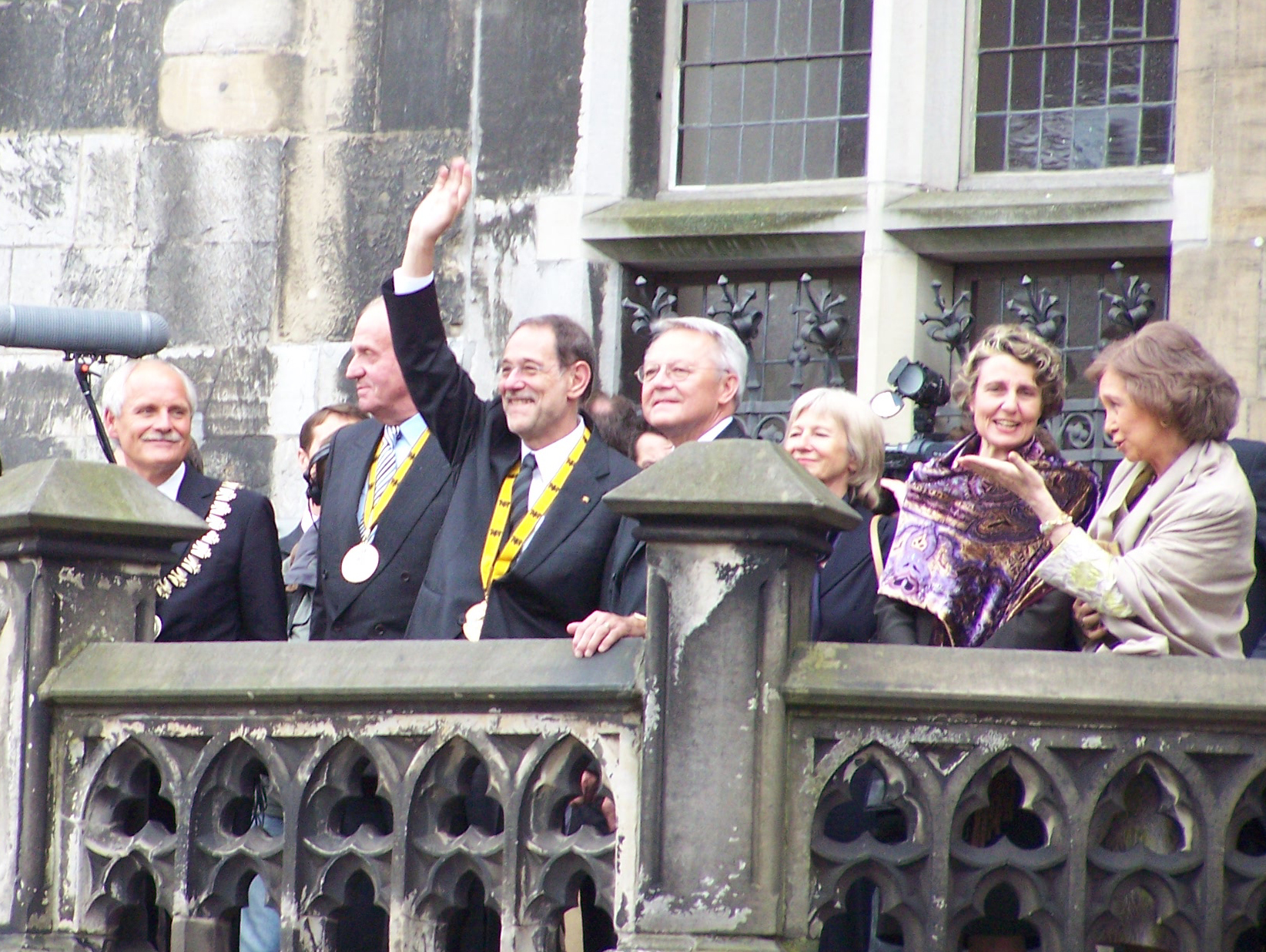
Solana l'any 2007 després de rebre el Premi Internacional Carlemany

Solana va esdevenir el primer Representant de la Política Exterior i de Seguretat Comuna, anomenat popularment com a «Senyor PESC», de la Unió Europea, després de la seva elecció per a aquest càrrec, creat l'any 2000.
En funció del seu càrrec Solana és també Secretari General del Consell de la Unió Europea. El 2004 fou nomenat formalment el primer Ministre d'Exteriors de la Unió Europea en combinació amb el representant escollit per la Comissió Europea.
L'any 2007 fou guardonat amb el Premi Internacional Carlemany de la Unió Europea, que distingeix personalitats pels seus serveis a la unitat europea i el progrés d'Europa així com per la seva contribució a la pau.
Guardonat amb l'Orde de Sant Miquel i Sant Jordi (en anglès: Order of St Michael and St George), concedida per la Commonwealth, i per la Gran Creu d'Isabel la Catòlica, és també membre del Club de Roma i actualment és president de la Fundació Madariaga.
El 30 de novembre del 2009, Solana fou substituït com a representant de la PESC per Catherine Ashton després d'haver anunciat la seva retirada el mes de juliol d'aquell any.

## Guardons
Orde Olímpic d'or